# Александр Анрі Габріель де Кассіні
Граф Александр Анрі Габріель де Кассіні (фр. Alexandre Henri Gabriel vicomte de Cassini 9 травня 1781 — 16 квітня 1832) — французький ботанік та натураліст, спеціалізувався на родині Айстрові (тоді відома як родина складноцвітих).

## Походження
Він був наймолодшим з п'яти дітей графа Жака Домініка де Кассіні, який змінив свого батька на посту директора Паризької обсерваторії, відомий тим, що завершив створення карти Франції. Він також був пра-пра-внуком знаменитого італо-французького астронома, Джованні Доменіко Кассіні, першовідкривача Великої червоної плями Юпітера та поділу Кассіні в кільцях Сатурна.

## Наукова діяльність
Кассіні описав багато з квіткових рослин та нових родів у родині айстрових, багато з них із Північної Америки. Опублікував 65 статей і 11 відгуків у науковому бюлетні Société Philomatique de Paris у період між 1812 та 1821 роками.
У 1825 році Кассіні розмістив північноамериканський таксон Prenanthes в новий рід Nabalus, на даний час вважається одним з варіантів Prenanthes (родини айстрових, триба Lactuceae).
У 1828 він назвав Dugaldia hoopesii на честь шотландського натураліста Дугалда Стюарта (1753–1828).
Рід Cassinia був названий на його честь ботаніком Робертом Брауном.
Кассіні опублікував свої дослідження у роботі «Opuscules phytologiques» (Париж, 1826; додатковий том — у 1834 році).
Він описав близько 500 родів рослин та велику кількість видів.

### Деякі роди (в оригіналі) описані та названі Кассіні
- Brachyscome (1816)
- Carphephorus
- Dracopis
- Emilia
- Eurybia
- Euthamia
- Facelis
- Guizotia
- Helianthus pauciflorus
- Heterotheca
- Ixeris
- Ligularia
- Pallenis
- Pluchea
- Sclerolepis
- Youngia
- Taraxacum